# Генерал войск связи
Генерал войск связи (нем. General der Nachrichtentruppe) — воинское звание генеральского состава войск связи в вермахте, было введено в 1940 году. В вермахте звание генерала войск связи находилось по старшинству между генерал-лейтенантом и генерал-полковником.
Входило в группу воинских званий «генерал рода войск» и соответствовало следующим званиям:
- Генерал пехоты
- Генерал артиллерии
- Генерал танковых войск
- Генерал парашютных войск
- Генерал горно-пехотных войск
- Генерал инженерных войск
- Генерал авиации
- Генерал кавалерии

Лишь 2 генерала были удостоены звания генерала войск связи:
- Эрих Фельгибель
- Альберт Праун[укр.]